# Copa del Rey de fútbol 2014-15
La Copa del Rey de Fútbol 2014-15 fue la edición número 111 de dicha competición española. Contó con la participación de los equipos de Primera, Segunda, Segunda B y Tercera, excepto los equipos filiales de otros clubes aunque jueguen en dichas categorías. El torneo empezó del 3 de septiembre de 2014 y finalizó el 30 de mayo de 2015. El Fútbol Club Barcelona se proclamó campeón de Copa por 27.ª vez en su historia al vencer en la final al Athletic Club por 3-1; cabe añadir que el conjunto azulgrana ganó todos los partidos que disputó.

## Equipos clasificados
Habiendo sellado su presencia en función de su clasificación en las cuatro primeras categorías del sistema de ligas en la temporada 2013-14, y partiendo de determinadas rondas según su categoría en la correspondiente campaña, disputaron la Copa del Rey 2014-15 los siguientes equipos:

### Primera División
Los veinte equipos participantes de la Primera División 2013-14:
| - U. D. Almería - Athletic Club - Atl. de Madrid - F. C. Barcelona - S. D. Eibar - R. C. Celta de Vigo - R. C. D. Espanyol - Elche C. F. - Getafe C. F. - Granada C. F. | - Levante U. D. - Málaga C. F. - R. C. Deportivo de La Coruña - Rayo Vallecano de Madrid - Real Madrid C. F. - Real Sociedad de Fútbol - Sevilla F. C. - Valencia C. F. - Villarreal C. F. - Córdoba C. F. |

### Segunda División
Veinte equipos de Segunda División 2013-14 (excluidos F. C. Barcelona "B" y Real Madrid Castilla como equipos filiales).
| - Real Murcia C. F. - Real Sporting de Gijón - U. D. Las Palmas - R. C. Recreativo de Huelva - A. D. Alcorcón - C. E. Sabadell F. C. - Club Deportivo Tenerife - C. D. Lugo - C. D. Numancia de Soria - Real Zaragoza | - Girona F. C. - S. D. Ponferradina - R. C. D Mallorca - Alavés - Real Betis - Real Valladolid - C. A. Osasuna - C. D. Mirandés - Real Jaén C. F. - Hércules C. F. |

### Segunda División B
Veinticinco equipos de Segunda División B 2013-14: los cinco mejores clasificados en cada uno de los cuatro grupos, exceptuando los equipos filiales, además de los cinco clubes con mayor puntuación, sin distinción de grupos (excluido el Racing de Santander por sanción de la RFEF debido a su incomparecencia a un partido de la edición anterior).
| - Racing de Ferrol - Real Avilés C. F. - C. D. Guijuelo - Real Oviedo - Marino de Luanco - Sestao River - C. D. Leganés - C. D. Toledo - C. F. Fuenlabrada - S. D. Huesca - U. E. Llagostera - C. E. L'Hospitalet - Club Lleida Esportiu - Nàstic de Tarragona - Atlético Baleares | - Albacete Balompié - La Hoya Lorca - F. C. Cartagena - Cádiz C. F. - C. D. Guadalajara - C. D. Alcoyano - Barakaldo C. F. - Zamora C. F. - Balompédica Linense - S. D. Amorebieta |

### Tercera División
Los dieciocho equipos campeones de los grupos de Tercera División 2013-14 (en caso de que un equipo filial sea campeón de su grupo la plaza se adjudica al equipo no filial mejor clasificado).
| - U. D. Somozas - C. D. Lealtad - Gimnástica de Torrelavega - S. D. Leioa - U. E. Cornellà - C. D. Eldense - Trival Valderas - Atlético Astorga - Marbella F. C. | - San Roque de Lepe - Peña Deportiva - Atlético Granadilla - UCAM Murcia - C. F. Villanovense - C. D. Izarra - C. D. Varea - C. D. Teruel - C. D. Puertollano |

## Primera ronda
Disputaron la primera ronda del torneo los cuarenta y tres equipos de Segunda División B y Tercera División, de los cuales siete quedaron exentos. La eliminatoria se decidió a partido único el 3 de septiembre de 2014, en el campo de los clubes cuyas bolas del sorteo fueron extraídas en primer lugar.
| Local                   | Resultado          | Visitante                 |
| ----------------------- | ------------------ | ------------------------- |
| Racing Club de Ferrol   | 5 - 1              | Atlético Astorga F. C.    |
| U. D. Somozas           | 3 - 0              | C. D. Varea               |
| R. S. Gimnástica        | 1 - 2              | C. D. Lealtad             |
| Real Avilés C. F.       | 0 - 0 (pen. 4 - 2) | Club Marino de Luanco     |
| Barakaldo C. F.         | 3 - 0              | C. F. Trival Valderas     |
| S. D. Leioa             | 1 - 0              | Sestao River Club         |
| C. D. Izarra            | 1 - 0 (t.s.)       | C. D. Atlético Granadilla |
| C. D. Puertollano       | 0 - 3              | C. D. Teruel              |
| S. D. Huesca            | 2 - 1 (t.s. 1 - 1) | C. D. Toledo              |
| Gimnàstic de Tarragona  | 0 - 0 (pen. 5 - 3) | C. D. Atlético Baleares   |
| C. D. Alcoyano          | 1 - 1 (pen. 9 - 8) | S. C. R. Peña Deportiva   |
| Hercules C. F.          | 2 - 2 (pen. 3 - 4) | C. D. Eldense             |
| C. D. San Roque de Lepe | 0 - 3              | Cádiz C. F.               |
| Marbella F. C.          | 0 - 1              | R. B. Linense             |
| F. C. Cartagena         | 0 - 1              | UCAM Murcia C. F.         |
| La Hoya Lorca C. F.     | 2 - 2 (pen. 1 - 3) | C. F. Villanovense        |
| Real Oviedo             | 4 - 0              | S. D. Amorebieta          |
| U. E. Cornellà          | 0 - 0 (pen. 4 - 3) | Real Jaén C. F.           |

Clubes exentos: C. E. L'Hospitalet, C. D. Guadalajara, C. F. Fuenlabrada, Zamora C. F., Club Lleida Esportiu, C. D. Mirandés y C. D. Guijuelo.
| 3 de septiembre de 2014 | Racing de Ferrol                                             | 5:1 (2:0) | Atlético Astorga  | A Malata, Ferrol                                             |                                                              |
|                         | Thiago 4' 12' · Joselu 50' · Dalmau 65' · Brais Abelenda 69' |           | Víctor Gordón 73' | Asistencia: ? espectadores Árbitro(s): Pablo Fernández Pérez | Asistencia: ? espectadores Árbitro(s): Pablo Fernández Pérez |

| 3 de septiembre de 2014 | U. D. Somozas                                  | 3:0 (0:0) | C. D. Varea | Manuel Candocia, Somozas                                        |                                                                 |
|                         | Rubén Gómez 48' · Edi 65' · Luis Ángel (p) 74' |           |             | Asistencia: ? espectadores Árbitro(s): César Domínguez Zapatero | Asistencia: ? espectadores Árbitro(s): César Domínguez Zapatero |

| 3 de septiembre de 2014 | Gimnástica de Torrelavega | 1:2 (0:1) | C. D. Lealtad           | El Malecón, Torrelavega                                           |                                                                   |
|                         | Platero 74'               |           | Chicho 12' · Sergio 62' | Asistencia: ? espectadores Árbitro(s): Eduardo García Ballesteros | Asistencia: ? espectadores Árbitro(s): Eduardo García Ballesteros |

| 3 de septiembre de 2014 | Real Avilés                                  | 0:0 (0:0, 0:0) (t. s.)(4:2 p.) | Marino de Luanco                  | Román Suárez Puerta, Avilés                 |  |
|                         |                                              |                                |                                   | Asistencia: 1300 espectadores Árbitro(s): ? |  |
|                         |                                              | Tiros desde el punto penal     |                                   |                                             |  |
|                         | Dani López · Geni · Omar Sampedro · Cristian |                                | Guaya · Omar · Dudi · Xabi Semedo |                                             |  |

| 3 de septiembre de 2014 | Barakaldo C. F.              | 3:0 (1:0) | Trival Valderas | Lasesarre, Baracaldo                     |                                          |
|                         | Etxaniz 15' 54' · Aquiar 72' |           |                 | Asistencia: ? espectadores Árbitro(s): ? | Asistencia: ? espectadores Árbitro(s): ? |

| 3 de septiembre de 2014 | S. D. Leioa | 1:0 (0:0) | Sestao River | Sarriena, Lejona                         |                                          |
|                         | Igor 64'    |           |              | Asistencia: ? espectadores Árbitro(s): ? | Asistencia: ? espectadores Árbitro(s): ? |

| 3 de septiembre de 2014 | C. D. Izarra | 1:0 (0:0, 0:0) (t. s.) | Atlético Granadilla | Merkatondoa, Estella                                    |                                                         |
|                         | Cabrera 115' |                        |                     | Asistencia: 300 espectadores Árbitro(s): Pardo Saavedra | Asistencia: 300 espectadores Árbitro(s): Pardo Saavedra |

| 3 de septiembre de 2014 | C. D. Puertollano | 0:3 (0:2) | C. D. Teruel                              | Ciudad de Puertollano, Puertollano       |                                          |
|                         |                   |           | Samba 8' · Jael Abadías 26' · Alberto 88' | Asistencia: ? espectadores Árbitro(s): ? | Asistencia: ? espectadores Árbitro(s): ? |

| 3 de septiembre de 2014 | S. D. Huesca                | 2:1 (1:1, 0:0) (t. s.) | C. D. Toledo | El Alcoraz, Huesca                       |                                          |
|                         | Gassama 74' · Esnáider 111' |                        | Falcón 79'   | Asistencia: ? espectadores Árbitro(s): ? | Asistencia: ? espectadores Árbitro(s): ? |

| 3 de septiembre de 2014 | Gimnàstic de Tarragona                              | 0:0 (0:0, 0:0) (t. s.)(5:3 p.) | Atlético Baleares               | Nou Estadi, Tarragona                                          |  |
|                         |                                                     |                                |                                 | Asistencia: 2476 espectadores Árbitro(s): Sr. Navarro Collados |  |
|                         |                                                     | Tiros desde el punto penal     |                                 |                                                                |  |
|                         | Azkorra · Verdú · Marc Martínez · Cristóbal · Giner |                                | Nando · Esteban · Cifu · Bernat |                                                                |  |

| 3 de septiembre de 2014 | C. D. Alcoyano | 1:1 (0:0, 0:0) (t. s.)(9:8 p.) | Peña Deportiva                                                             | El Collao, Alcoy                         |  |
|                         | |                                |                                                                            | Asistencia: ? espectadores Árbitro(s): ? |  |
|                         | | Tiros desde el punto penal     |                                                                            |                                          |  |
|                         | Javi Rubio · Francis Ferrón · Bello · César Remón · Carles Salvador · Alfaro · Víctor Mongil · Óscar López · Mario Fuentes · José Antonio |                                | Pando · Ramiro · Nil · Rubén · Álex · Baena · Salas · Pau · Vincent · Álex |                                          |  |

| 3 de septiembre de 2014 | Hércules C. F.                                      | 2:2 (1:1, 1:0) (t. s.)(3:4 p.) | C. D. Eldense                                 | José Rico Pérez, Alicante                |                                          |
|                         | Portillo 42' · Fernando Rodríguez 98'               |                                | Higgins 58' · Pepe Mora 120'                  | Asistencia: ? espectadores Árbitro(s): ? | Asistencia: ? espectadores Árbitro(s): ? |
|                         |                                                     | Tiros desde el punto penal     |                                               |                                          |                                          |
|                         | Miñano · Mikel Martins · Acevedo · Pardo · Fernando |                                | Quini · José Sánchez · Samu · Aridane · Chupe |                                          |                                          |

| 3 de septiembre de 2014 | San Roque de Lepe | 0:3 (0:1) | Cádiz C. F.                                   | Ciudad de Lepe, Lepe                     |                                          |
|                         |                   |           | Villar 43' · García 70' · Alberto Sánchez 89' | Asistencia: ? espectadores Árbitro(s): ? | Asistencia: ? espectadores Árbitro(s): ? |

| 3 de septiembre de 2014 | Marbella F. C. | 0:1 (0:0) | R. B. Linense | Estadio Municipal de Marbella, Marbella  |                                          |
|                         |                |           | Olmo 90+1'    | Asistencia: ? espectadores Árbitro(s): ? | Asistencia: ? espectadores Árbitro(s): ? |

| 3 de septiembre de 2014 | F. C. Cartagena | 0:1 (0:0) | UCAM Murcia | Cartagonova, Cartagena                   |                                          |
|                         |                 |           | Nono 89'    | Asistencia: ? espectadores Árbitro(s): ? | Asistencia: ? espectadores Árbitro(s): ? |

| 3 de septiembre de 2014 | La Hoya Lorca                                           | 2:2 (2:2, 1:1) (t. s.)(1:3 p.) | C. F. Villanovense                | Francisco Artés Carrasco, Lorca             |                                             |
|                         | Franch 15' · Joselu 49'                                 |                                | Mato 11' · Pajuelo 80'            | Asistencia: 1200 espectadores Árbitro(s): ? | Asistencia: 1200 espectadores Árbitro(s): ? |
|                         |                                                         | Tiros desde el punto penal     |                                   |                                             |                                             |
|                         | Sergio Ortiz · Antonio Pino · Sergio Castillo · Paredes |                                | Jarir · Pantoja · Moraga · Álvaro |                                             |                                             |

| 3 de septiembre de 2014 | Real Oviedo                                           | 4:0 (1:0) | S. D. Amorebieta | Carlos Tartiere, Oviedo                     |                                             |
|                         | Sergio García 16' 79' · Eneko 50' · Diego Cervero 59' |           |                  | Asistencia: 7751 espectadores Árbitro(s): ? | Asistencia: 7751 espectadores Árbitro(s): ? |

| 3 de septiembre de 2014 | U. E. Cornellà                                       | 0:0 (0:0, 0:0) (t. s.)(4:3 p.) | Real Jaén                                                 | Estadio Municipal de Cornellà, Cornellá de Llobregat |  |
|                         |                                                      |                                |                                                           | Asistencia: ? espectadores Árbitro(s): ?             |  |
|                         |                                                      | Tiros desde el punto penal     |                                                           |                                                      |  |
|                         | Arnau · Boniquet · Chemi · Sergi Gómez · Óscar Muñoz |                                | Mario Martos · Fede · Jaime Astrain · José Cruz · Pedrito |                                                      |  |

## Segunda ronda
La segunda ronda del torneo la disputan los dieciocho vencedores de la primera ronda, los siete equipos exentos de la misma y los veinte equipos de Segunda División. Los equipos de Segunda debían, obligatoriamente, enfrentarse entre sí. La eliminatoria se jugó a partido único el día 10 de septiembre de 2014.
|                            | Resultado          | Visitante              |
| -------------------------- | ------------------ | ---------------------- |
| C. D. Mirandés             | 4 - 1              | Racing Club de Ferrol  |
| C. D. Guijuelo             | 0 - 1              | C. E. L'Hospitalet     |
| Club Lleida Esportiu       | 3 - 0              | C. D. Guadalajara      |
| C. D. Alcoyano             | 1 - 0              | Gimnàstic de Tarragona |
| C. F. Villanovense         | 2 - 2 (pen. 3 - 4) | S. D. Huesca           |
| S. D. Leioa                | 2 - 0              | C. D. Teruel           |
| Cádiz C. F.                | 2 - 1              | C. D. Lealtad          |
| R. B. Linense              | 4 - 1              | C. F. Fuenlabrada      |
| C. D. Izarra               | 3 - 1 (t.s. 1 - 1) | U. D. Somozas          |
| Real Avilés C. F.          | 0 - 1              | Barakaldo C. F.        |
| U. E. Cornellà             | 3 - 2              | Zamora C. F.           |
| UCAM Murcia C. F.          | 1 - 1 (pen. 3 - 2) | C. D. Eldense          |
| Real Sporting de Gijón     | 1 - 3              | Real Valladolid C. F.  |
| Real Betis Balompié        | 2 - 0              | U. E. Llagostera       |
| R. C. Recreativo de Huelva | 2 - 1              | S. D. Ponferradina     |
| Deportivo Alavés           | 2 - 0              | C. A. Osasuna          |
| Girona F. C.               | 0 - 0 (pen. 6 - 5) | C. D. Tenerife         |
| R. C. D. Mallorca          | 0 - 2              | U. D. Las Palmas       |
| Real Murcia C. F.          | 1 - 2              | C. E. Sabadell F. C.   |
| C. D. Lugo                 | 1 - 0              | A. D. Alcorcón         |
| Albacete Balompié          | 1 - 0              | Real Zaragoza          |
| C. D. Leganés              | 1 - 1 (pen. 1 - 4) | C. D. Numancia         |

Club exento: Real Oviedo
| 9 de septiembre de 2014 | Girona | 0–0     | Tenerife |                              |                              |
| 20:00                   |        | Reporte |          | Árbitro(s): Sánchez Martínez | Árbitro(s): Sánchez Martínez |

| 9 de septiembre de 2014 | Alavés                          | 2–0     | Osasuna |                                                        |                                                        |
| 22:00                   | Sangalli 114' · Despotović 116' | Reporte |         | Asistencia: 7,392 espectadores Árbitro(s): Arias López | Asistencia: 7,392 espectadores Árbitro(s): Arias López |

| 10 de septiembre de 2014 | Leioa                          | 2–0     | Teruel |                               |                               |
| 19:30                    | Sergio 13' · Lander 21' (pen.) | Reporte |        | Árbitro(s): Galech Apezteguía | Árbitro(s): Galech Apezteguía |

| 10 de septiembre de 2014 | Izarra                                      | 3–1     | Somozas           |                               |                               |
| 20:00                    | Álex Chico 79' · Palacios 111' · Araiz 118' | Reporte | Joseba Beitia 42' | Árbitro(s): Rezola Etxeberria | Árbitro(s): Rezola Etxeberria |

| 10 de septiembre de 2014 | Sporting de Gijón | 1–3     | Valladolid                          |                                                                 |                                                                 |
| 20:00                    | Jony 64'          | Reporte | Timor 22' · Alfaro 58' · Samuel 73' | Asistencia: 9,200 espectadores Árbitro(s): De Burgos Bengoetxea | Asistencia: 9,200 espectadores Árbitro(s): De Burgos Bengoetxea |

| 10 de septiembre de 2014 | Betis                      | 2–0     | Llagostera |                                                          |                                                          |
| 20:00                    | Matilla 46' · Rennella 55' | Reporte |            | Asistencia: 15,712 espectadores Árbitro(s): Sagués Oscoz | Asistencia: 15,712 espectadores Árbitro(s): Sagués Oscoz |

| 10 de septiembre de 2014 | Albacete   | 1–0     | Zaragoza |                                                        |                                                        |
| 20:00                    | Chumbi 44' | Reporte |          | Asistencia: 4,500 espectadores Árbitro(s): Ocón Arráiz | Asistencia: 4,500 espectadores Árbitro(s): Ocón Arráiz |

| 10 de septiembre de 2014 | Alcoyano  | 1–0     | Gimnàstic |                           |                           |
| 20:30                    | Mario 68' | Reporte |           | Árbitro(s): Díaz Escudero | Árbitro(s): Díaz Escudero |

| 10 de septiembre de 2014 | Avilés | 0–1     | Barakaldo  |                                                              |                                                              |
| 20:30                    |        | Reporte | Izurza 35' | Asistencia: 900 espectadores Árbitro(s): Iglesias Villanueva | Asistencia: 900 espectadores Árbitro(s): Iglesias Villanueva |

| 10 de septiembre de 2014 | UCAM Murcia | 1–1     | Eldense   |  |  |
| 20:30                    | Fran 2'     | Reporte | Jefté 23' |  |  |

| 10 de septiembre de 2014 | Mirandés                                    | 4–1     | Racing de Ferrol |                                                             |                                                             |
| 20:45                    | Urko Vera 21', 50', 78' · Igor Martínez 83' | Reporte | Dalmau 75'       | Asistencia: 2,848 espectadores Árbitro(s): González Fuertes | Asistencia: 2,848 espectadores Árbitro(s): González Fuertes |

| 10 de septiembre de 2014 | Guijuelo | 0–1     | L'Hospitalet |                                                                |                                                                |
| 21:00                    |          | Reporte | Nano 8'      | Asistencia: 1,000 espectadores Árbitro(s): Fernández Fernández | Asistencia: 1,000 espectadores Árbitro(s): Fernández Fernández |

| 10 de septiembre de 2014 | Lleida Esportiu                          | 3–0     | Guadalajara |                                                     |                                                     |
| 21:00                    | Osado 4' · Salva 54' (pen.) · Eugeni 89' | Reporte |             | Asistencia: 1,361 espectadores Árbitro(s): Ais Reig | Asistencia: 1,361 espectadores Árbitro(s): Ais Reig |

| 10 de septiembre de 2014 | Villanovense                         | 2–2     | Huesca                           |                                |                                |
| 21:00                    | Carlos Fernández 72' · Anxo Mato 85' | Reporte | David Morillas 87' · Camacho 90' | Asistencia: 1.000 espectadores | Asistencia: 1.000 espectadores |

| 10 de septiembre de 2014 | Cádiz                    | 2–1     | Lealtad          |                                                         |                                                         |
| 21:00                    | Navarrete 4' · Airam 48' | Reporte | Rubio 89' (o.g.) | Asistencia: 8,000 espectadores Árbitro(s): Sánchez Laso | Asistencia: 8,000 espectadores Árbitro(s): Sánchez Laso |

| 10 de septiembre de 2014 | RB Linense                                         | 4–1     | Fuenlabrada |                                                           |                                                           |
| 21:00                    | Juampe 2' · Copi 18' · José Ramón 88' · Montes 89' | Reporte | Borja 41'   | Asistencia: 1,600 espectadores Árbitro(s): Escudero Marín | Asistencia: 1,600 espectadores Árbitro(s): Escudero Marín |

| 10 de septiembre de 2014 | Cornellà                            | 3–2     | Zamora          |                                                             |                                                             |
| 21:00                    | Gómez 11' · Gallar 59' · García 69' | Reporte | Arkaitz 30' 45' | Asistencia: 1,000 espectadores Árbitro(s): Cuadra Fernández | Asistencia: 1,000 espectadores Árbitro(s): Cuadra Fernández |

| 10 de septiembre de 2014 | Recreativo                  | 2–1     | Ponferradina |                                                                 |                                                                 |
| 21:00                    | Dani Molina 23' · Diego 42' | Reporte | Sobrino 2'   | Asistencia: 1,587 espectadores Árbitro(s): Arcediano Monescillo | Asistencia: 1,587 espectadores Árbitro(s): Arcediano Monescillo |

| 10 de septiembre de 2014 | Murcia        | 1–2     | Sabadell                        |                                                           |                                                           |
| 21:00                    | Izquierdo 30' | Reporte | Carlos Hernández 32' · Gato 62' | Asistencia: 5,440 espectadores Árbitro(s): Piñeiro Crespo | Asistencia: 5,440 espectadores Árbitro(s): Piñeiro Crespo |

| 10 de septiembre de 2014 | Leganés            | 1–1     | Numancia   |                                                            |                                                            |
| 21:00                    | Carlos Álvarez 87' | Reporte | Braian 70' | Asistencia: 2,300 espectadores Árbitro(s): Trujillo Suárez | Asistencia: 2,300 espectadores Árbitro(s): Trujillo Suárez |

| 10 de septiembre de 2014 | Mallorca | 0–2     | Las Palmas             |                                                             |                                                             |
| 22:00                    |          | Reporte | Guzmán 55' · Leo 90+2' | Asistencia: 3,728 espectadores Árbitro(s): Figueroa Vázquez | Asistencia: 3,728 espectadores Árbitro(s): Figueroa Vázquez |

| 11 de septiembre de 2014 | Lugo     | 1–0     | Alcorcón |                           |                           |
| 21:00                    | Lolo 77' | Reporte |          | Árbitro(s): Areces Franco | Árbitro(s): Areces Franco |

## Tercera Ronda
El sorteo se celebró el 22 de septiembre de 2014 a las 13:00 CEST en Ciudad del Fútbol de Las Rozas. En el sorteo, como  Mirandés fue reubicado al bombo con los equipos de Segunda División, uno de los equipos de esta liga fue exento. Los equipos de Segunda División se enfrentan uno al otro y equipos de Segunda División B y Tercera División de España 2014/15 se enfrentaran entre ellos.

### Partidos
| 14 de octubre de 2014 | Mirandés | 0–1     | Alavés       | Municipal de Anduva, Miranda de Ebro                   |                                                        |
| 20:00                 |          | Reporte | Barreiro 86' | Asistencia: 3,401 espectadores Árbitro(s): Lesma López | Asistencia: 3,401 espectadores Árbitro(s): Lesma López |

| 14 de octubre de 2014 | Albacete                      | 2–1     | Recreativo  | Estadio Carlos Belmonte, Albacete                        |                                                          |
| 22:00                 | Cidoncha 34' · Rubén Cruz 71' | Reporte | Menosse 85' | Asistencia: 1.500 espectadores Árbitro(s): Medié Jiménez | Asistencia: 1.500 espectadores Árbitro(s): Medié Jiménez |

| 15 de octubre de 2014 | L'Hospitalet                            | 3–2     | Izarra                | La Feixa Llarga, Hospitalet de Llobregat               |                                                        |
| 20:00                 | Alexander 49' · Rubén 60' · Agustín 78' | Reporte | Pito Camacho 11' (20) | Asistencia: 300 espectadores Árbitro(s): Varón Aceitón | Asistencia: 300 espectadores Árbitro(s): Varón Aceitón |

| 15 de octubre de 2014 | Valladolid                 | 2–0     | Girona | Estadio José Zorrilla, Valladolid                          |                                                            |
| 20:00                 | Guillermo 56' · Samuel 79' | Reporte |        | Asistencia: 6.437 espectadores Árbitro(s): Munuera Montero | Asistencia: 6.437 espectadores Árbitro(s): Munuera Montero |

| 15 de octubre de 2014 | Alcoyano | 1–0     | Lleida Esportiu | Estadio El Collao, Alcoy                                |                                                         |
| 20:30                 | Vich 71' | Reporte |                 | Asistencia: 2.088 espectadores Árbitro(s): Lozano Reina | Asistencia: 2.088 espectadores Árbitro(s): Lozano Reina |

| 15 de octubre de 2014 | Oviedo      | 1–0     | UCAM Murcia | Estadio Carlos Tartiere, Oviedo                               |                                                               |
| 20:30                 | Linares 96' | Reporte |             | Asistencia: 10,188 espectadores Árbitro(s): Villoria Linacero | Asistencia: 10,188 espectadores Árbitro(s): Villoria Linacero |

| 15 de octubre de 2014 | S. D. Huesca           | 2–1     | Barakaldo C. F. | Estadio El Alcoraz, Huesca                                 |                                                            |
| 20:30                 | Guillem 86' · Ros 118' | Reporte | Jonxa 44'       | Asistencia: 3.515 espectadores Árbitro(s): Sauleda torrent | Asistencia: 3.515 espectadores Árbitro(s): Sauleda torrent |

| 15 de octubre de 2014 | U. E. Cornellà         | 2–1     | S. D. Leioa | Nou Camp, Cornellá de Llobregat                          |                                                          |
| 21:00                 | Muñoz 43' · Gallar 70' | Reporte | Ander 11'   | Asistencia: 1,500 espectadores Árbitro(s): Ripoll Solano | Asistencia: 1,500 espectadores Árbitro(s): Ripoll Solano |

| 15 de octubre de 2014 | R. B. Linense | 1–2     | Cádiz C. F.          | Estadio Municipal, La Línea                               |                                                           |
| 21:00                 | Copi 14'      | Reporte | Kike 46' · Airam 75' | Asistencia: 8,000 espectadores Árbitro(s): García Maqueda | Asistencia: 8,000 espectadores Árbitro(s): García Maqueda |

| 15 de octubre de 2014 | Real Betis | 0–0     | C. D. Lugo | Estadio Benito Villamarín, Sevilla                        |                                                           |
| 22:00                 |            | Reporte |            | Asistencia: 10,542 espectadores Árbitro(s): Pizarro Gómez | Asistencia: 10,542 espectadores Árbitro(s): Pizarro Gómez |

| 16 de octubre de 2014 | U. D. Las Palmas         | 2–0     | C. D. Numancia | Estadio de Gran Canaria, Las Palmas de Gran Canaria       |                                                           |
| 21:00                 | Guzmán 4' · Asdrúbal 82' | Reporte |                | Asistencia: 10.040 espectadores Árbitro(s): Sureda Cuenca | Asistencia: 10.040 espectadores Árbitro(s): Sureda Cuenca |

Club exento:  Sabadell

## Fase final
El sorteo de la ronda de 32 se llevó a cabo el 17 de octubre de 2014, en Ciudad del Fútbol de Las Rozas. En esta ronda, todos los equipos de Primera División lograrán entrar en la competición.
Ronda de 32 emparejamientos será de la siguiente manera: los seis equipos restantes que participan en Segunda División B y Tercera División se enfrentarán a los equipos que se clasificaron para las competiciones europeas, esto es: cuatro equipos de (Segunda B y Tercera) se enfrentarán a cuatro equipos de Champions y los dos equipos restantes se sortearán en la misma forma con los equipos de Europa League. El equipo restante enfrentará a un equipo de Segunda División. Los cinco equipos restantes serán sorteados contra cinco equipos de los trece restantes equipos de la Primera División. Los ocho equipos restantes de la Liga se enfrentarán entre sí. En los partidos de los equipos con diferentes niveles de liga, jugará en casa en el partido de ida el equipo de nivel inferior. Esta regla también se aplicará en la Ronda de 16, pero no para los cuartos de final y semifinales, que orden será a partir del orden de sorteo.
| Dieciseisavos de final    | Dieciseisavos de final | Dieciseisavos de final | Dieciseisavos de final |  |                   | Octavos de final    | Octavos de final | Octavos de final | Octavos de final |  |  | Cuartos de final   | Cuartos de final | Cuartos de final | Cuartos de final |  |  | Semifinales       | Semifinales | Semifinales | Semifinales |  |  | Final           | Final |
|                           |                        |                        |                        |  |                   |                     |                  |                  |                  |  |  |                    |                  |                  |                  |  |  |                   |             |             |             |  |  |                 |       |
| R. C. Deportivo La Coruña | 1                      | 1                      | 2                      |  |                   |                     |                  |                  |                  |  |  |                    |                  |                  |                  |  |  |                   |             |             |             |  |  |                 |       |
| Málaga C. F.              | 1                      | 4                      | 5                      |  |                   | Málaga C. F.        | 2                | 2                | 4                |  |  |                    |                  |                  |                  |  |  |                   |             |             |             |  |  |                 |       |
| Albacete Balompié         | 1                      | 0                      | 1                      |  | Levante U. D.     | 0                   | 3                | 3                |                  |  |  |                    |                  |                  |                  |  |  |                   |             |             |             |  |  |                 |       |
| Levante U. D.             | 1                      | 0                      | 1                      |  |                   |                     |                  |                  |                  |  |  | Málaga C. F.       | 0                | 0                | 0                |  |  |                   |             |             |             |  |  |                 |       |
| U. D. Las Palmas          | 2                      | 1                      | 3                      |  |                   |                     |                  |                  |                  |  |  | Athletic Club      | 0                | 1                | 1                |  |  |                   |             |             |             |  |  |                 |       |
| R. C. Celta de Vigo       | 1                      | 3                      | 4                      |  |                   | R. C. Celta de Vigo | 2                | 2                | 4                |  |  |                    |                  |                  |                  |  |  |                   |             |             |             |  |  |                 |       |
| C. D. Alcoyano            | 1                      | 0                      | 1                      |  | Athletic Club     | 4                   | 0                | 4                |                  |  |  |                    |                  |                  |                  |  |  |                   |             |             |             |  |  |                 |       |
| Athletic Club             | 1                      | 1                      | 2                      |  |                   |                     |                  |                  |                  |  |  |                    |                  |                  |                  |  |  | Athletic Club     | 1           | 2           | 3           |  |  |                 |       |
| Rayo Vallecano            | 1                      | 4                      | 5                      |  |                   |                     |                  |                  |                  |  |  |                    |                  |                  |                  |  |  | R. C. D. Espanyol | 1           | 0           | 1           |  |  |                 |       |
| Valencia C. F.            | 2                      | 4                      | 6                      |  |                   | Valencia C. F.      | 2                | 0                | 2                |  |  |                    |                  |                  |                  |  |  |                   |             |             |             |  |  |                 |       |
| Deportivo Alavés          | 0                      | 0                      | 0                      |  | R. C. D. Espanyol | 1                   | 2                | 3                |                  |  |  |                    |                  |                  |                  |  |  |                   |             |             |             |  |  |                 |       |
| R. C. D. Espanyol         | 2                      | 1                      | 3                      |  |                   |                     |                  |                  |                  |  |  | R. C. D. Espanyol  | 3                | 0                | 3                |  |  |                   |             |             |             |  |  |                 |       |
| Granada C. F.             | 1                      | 1                      | 2                      |  |                   |                     |                  |                  |                  |  |  | Sevilla F. C.      | 1                | 1                | 2                |  |  |                   |             |             |             |  |  |                 |       |
| Córdoba C. F.             | 0                      | 1                      | 1                      |  |                   | Granada C. F.       | 1                | 0                | 1                |  |  |                    |                  |                  |                  |  |  |                   |             |             |             |  |  |                 |       |
| C. E. Sabadell F. C.      | 1                      | 1                      | 2                      |  | Sevilla F. C.     | 2                   | 4                | 6                |                  |  |  |                    |                  |                  |                  |  |  |                   |             |             |             |  |  |                 |       |
| Sevilla F. C.             | 6                      | 5                      | 11                     |  |                   |                     |                  |                  |                  |  |  |                    |                  |                  |                  |  |  |                   |             |             |             |  |  | Athletic Club   | 1     |
| S. D. Huesca              | 0                      | 1                      | 1                      |  |                   |                     |                  |                  |                  |  |  |                    |                  |                  |                  |  |  |                   |             |             |             |  |  | F. C. Barcelona | 3     |
| F. C. Barcelona           | 4                      | 8                      | 12                     |  |                   | F. C. Barcelona     | 5                | 4                | 9                |  |  |                    |                  |                  |                  |  |  |                   |             |             |             |  |  |                 |       |
| Real Valladolid           | 0                      | 0                      | 0                      |  | Elche C. F.       | 0                   | 0                | 0                |                  |  |  |                    |                  |                  |                  |  |  |                   |             |             |             |  |  |                 |       |
| Elche C. F.               | 0                      | 1                      | 1                      |  |                   |                     |                  |                  |                  |  |  | F. C. Barcelona    | 1                | 3                | 4                |  |  |                   |             |             |             |  |  |                 |       |
| C. E. L'Hospitalet        | 0                      | 2                      | 2                      |  |                   |                     |                  |                  |                  |  |  | Atlético de Madrid | 0                | 2                | 2                |  |  |                   |             |             |             |  |  |                 |       |
| Atlético de Madrid        | 3                      | 2                      | 5                      |  |                   | Atlético de Madrid  | 2                | 2                | 4                |  |  |                    |                  |                  |                  |  |  |                   |             |             |             |  |  |                 |       |
| U. E. Cornellà            | 1                      | 0                      | 1                      |  | Real Madrid C. F. | 0                   | 2                | 2                |                  |  |  |                    |                  |                  |                  |  |  |                   |             |             |             |  |  |                 |       |
| Real Madrid C. F.         | 4                      | 5                      | 9                      |  |                   |                     |                  |                  |                  |  |  |                    |                  |                  |                  |  |  | F. C. Barcelona   | 3           | 3           | 6           |  |  |                 |       |
| Cádiz C. F.               | 1                      | 0                      | 1                      |  |                   |                     |                  |                  |                  |  |  |                    |                  |                  |                  |  |  | Villarreal C. F.  | 1           | 1           | 2           |  |  |                 |       |
| Villarreal C. F.          | 2                      | 3                      | 5                      |  |                   | Villarreal C. F.    | 1                | 2                | 3                |  |  |                    |                  |                  |                  |  |  |                   |             |             |             |  |  |                 |       |
| Real Oviedo               | 0                      | 0                      | 0                      |  | Real Sociedad     | 0                   | 2                | 2                |                  |  |  |                    |                  |                  |                  |  |  |                   |             |             |             |  |  |                 |       |
| Real Sociedad             | 0                      | 2                      | 2                      |  |                   |                     |                  |                  |                  |  |  | Villarreal C. F.   | 1                | 1                | 2                |  |  |                   |             |             |             |  |  |                 |       |
| Real Betis                | 3                      | 1                      | 4                      |  |                   |                     |                  |                  |                  |  |  | Getafe C. F.       | 0                | 0                | 0                |  |  |                   |             |             |             |  |  |                 |       |
| U. D. Almería             | 4                      | 2                      | 6                      |  |                   | U. D. Almería       | 1                | 0                | 1                |  |  |                    |                  |                  |                  |  |  |                   |             |             |             |  |  |                 |       |
| Getafe C. F.              | 3                      | 2                      | 5                      |  | Getafe C. F.      | 1                   | 1                | 2                |                  |  |  |                    |                  |                  |                  |  |  |                   |             |             |             |  |  |                 |       |
| S. D. Eibar               | 0                      | 1                      | 1                      |  |                   |                     |                  |                  |                  |  |  |                    |                  |                  |                  |  |  |                   |             |             |             |  |  |                 |       |

## Dieciseisavos de final

### Ida
| 29 de octubre de 2014, 20:00 | U. E. Cornellà  | 1:4 (1:2) | Real Madrid C. F.                              | Cornellá-El Prat, Cornellá de Llobregat                 |                                                         |
|                              | Óscar Muñoz 20' | Reporte   | - Varane 9' 36' - Chicharito 53' - Marcelo 75' | Asistencia: 28.895 espectadores Árbitro(s): Jaime Latre | Asistencia: 28.895 espectadores Árbitro(s): Jaime Latre |

| 29 de octubre de 2014, 22:00 | C. E. Sabadell F. C. | 1:6 (0:2) | Sevilla F. C.                                                               | Nova Creu Alta, Sabadell                                   |                                                            |
|                              | Forgàs 75'           | Reporte   | Kolodziejczak 28' - Iago Aspas 43' 60' 93' (pen.) - Gameiro 67' - Reyes 70' | Asistencia: 6.157 espectadores Árbitro(s): Vicandi Garrido | Asistencia: 6.157 espectadores Árbitro(s): Vicandi Garrido |

| 2 de diciembre de 2014, 20:00 | C. D. Alcoyano | 1:1 (1:0) | Athletic Club | El Collao, Alcoy                                           |                                                            |
|                               | Ferrón 31'     | Reporte   | Viguera 88'   | Asistencia: 3.900 espectadores Árbitro(s): Prieto Iglesias | Asistencia: 3.900 espectadores Árbitro(s): Prieto Iglesias |

| 2 de diciembre de 2014, 20:00 | D. Alavés | 0:2 (0:1) | R. C. D. Espanyol | Mendizorroza, Vitoria                                       |                                                             |
|                               |           | Reporte   | Stuani 35' 89'    | Asistencia: 7.313 espectadores Árbitro(s): Undiano Mallenco | Asistencia: 7.313 espectadores Árbitro(s): Undiano Mallenco |

| 2 de diciembre de 2014, 22:00 | U. D. Las Palmas               | 2:1 (1:0) | R. C. Celta de Vigo | Estadio de Gran Canaria, Las Palmas                          |                                                              |
|                               | Hernán 23' - Marcelo Silva 79' | Reporte   | Santi Mina 83'      | Asistencia: 10.679 espectadores Árbitro(s): Velasco Carballo | Asistencia: 10.679 espectadores Árbitro(s): Velasco Carballo |

| 2 de diciembre de 2014, 22:00 | Real Valladolid C. F. | 0:0 (0:0) | Elche C. F. | José Zorrilla, Valladolid                                |                                                          |
|                               |                       | Reporte   |             | Asistencia: 4.687 espectadores Árbitro(s): Pérez Montero | Asistencia: 4.687 espectadores Árbitro(s): Pérez Montero |

| 3 de diciembre de 2014, 20:00 | C. E. L'Hospitalet | 0:3 (0:0) | Atlético de Madrid                                        | La Feixa Llarga, Hospitalet de Llobregat                      |                                                               |
|                               |                    | Reporte   | Antoine Griezmann 66' · Gabi 80' · Cristian Rodríguez 89' | Asistencia: 5.000 espectadores Árbitro(s): Fernández Borbalán | Asistencia: 5.000 espectadores Árbitro(s): Fernández Borbalán |

| 3 de diciembre de 2014, 20:00 | R. C. Deportivo de La Coruña | 1:1 (0:1) | Málaga C. F. | Riazor, La Coruña       |                         |
|                               | Toché 68'                    | Reporte   | Camacho 10'  | Árbitro(s): Mateu Lahoz | Árbitro(s): Mateu Lahoz |

| 3 de diciembre de 2014, 22:00 | Granada C. F.    | 1:0 (1:0) | Córdoba C. F. | Los Cármenes, Granada           |                                 |
|                               | Jhon Córdoba 25' | Reporte   |               | Árbitro(s): Teixeira Vitienes I | Árbitro(s): Teixeira Vitienes I |

| 3 de diciembre de 2014, 22:00 | S. D. Huesca | 0:4 (0:3) | F. C. Barcelona                                                 | El Alcoraz, Huesca           |                              |
|                               |              | Reporte   | Ivan Rakitić 12' · Andrés Iniesta 16' · Pedro 39' · Rafinha 72' | Árbitro(s): Del Cerro Grande | Árbitro(s): Del Cerro Grande |

| 4 de diciembre de 2014, 20:00 | Cádiz C. F.      | 1:2 (0:2) | Villarreal C. F.       | Ramón de Carranza, Cádiz                |                                         |
|                               | Aitor Arregi 46' | Reporte   | Gerard 16' · Nahel 20' | Árbitro(s): Ignacio Iglesias Villanueva | Árbitro(s): Ignacio Iglesias Villanueva |

| 4 de diciembre de 2014, 20:00 | Real Oviedo | 0:0 (0:0) | Real Sociedad | Carlos Tartiere, Oviedo                                         |                                                                 |
|                               |             | Reporte   |               | Asistencia: 9.028 espectadores Árbitro(s): Teixeira Vitienes II | Asistencia: 9.028 espectadores Árbitro(s): Teixeira Vitienes II |

| 4 de diciembre de 2014, 22:00 | Rayo Vallecano  | 1:2 (1:0) | Valencia C. F.                 | Vallecas, Madrid               |                                |
|                               | Álex Moreno 37' | Reporte   | Paco Alcácer 70' · De Paul 85' | Árbitro(s): Mario Melero López | Árbitro(s): Mario Melero López |

| 5 de diciembre de 2014, 20:00 | Albacete Balompié | 1:1 (1:0) | Levante U. D. | Carlos Belmonte, Albacete            |                                      |
|                               | Moutinho 6'       | Reporte   | El Adoua 68'  | Árbitro(s): Xavier Estrada Fernández | Árbitro(s): Xavier Estrada Fernández |

| 5 de diciembre de 2014, 20:00 | Getafe C. F.                         | 3:0 (0:0) | S. D. Eibar | Coliseum Alfonso Pérez, Getafe  |                                 |
|                               | Sarabia 63' 74' · Álvaro Vázquez 70' | Reporte   |             | Árbitro(s): Hernández Hernández | Árbitro(s): Hernández Hernández |

| 5 de diciembre de 2014, 22:00 | Real Betis                                        | 3:4 (0:3) | U. D. Almería                                  | Benito Villamarín, Sevilla   |                              |
|                               | Rubén Castro 79' · Perquis 84' · Jorge Molina 89' | Reporte   | Mané 3' · Teerasil 5' · Quique 29' · Edgar 61' | Árbitro(s): Martínez Munuera | Árbitro(s): Martínez Munuera |

### Vuelta
| 2 de diciembre de 2014, 20:00 | Real Madrid C. F.                                              | 5:0 (3:0) | U. E. Cornellà | Estadio Santiago Bernabéu, Madrid |                               |
|                               | - James 15' 33' - Isco 31' - Borja López 59' (a.g.) - Jesé 77' | Reporte   |                | Árbitro(s): González González     | Árbitro(s): González González |

| 3 de diciembre de 2014, 20:00 | Sevilla F. C.                                    | 5:1 (1:1) | C. E. Sabadell F. C. | Ramón Sánchez Pizjuán, Sevilla |                         |
|                               | - Gameiro 35' - Aspas 58' 60' 62' - Deulofeu 80' | Reporte   | Collantes 21'        | Árbitro(s): Gil Manzano        | Árbitro(s): Gil Manzano |

| 16 de diciembre de 2014, 20:00 | Valencia C. F.                                                     | 4:4 (1:3) | Rayo Vallecano                                            | Mestalla, Valencia      |                         |
|                                | - Paco Alcácer 7' 65' - Jorge Morcillo 46' (autogol) - Rodrigo 71' | Reporte   | - Jozabed 19' - Pozuelo 23' - J.Pereira 37' - Embarba 61' | Árbitro(s): Jaime Latre | Árbitro(s): Jaime Latre |

| 16 de diciembre de 2014, 20:00 | R. C. Celta de Vigo                              | 3:1 (1:0) | U. D. Las Palmas  | Balaídos, Vigo                  |                                 |
|                                | - Larrivey 19' - Santi Mina 49' - Orellana 90+2' | Reporte   | Nauzet Alemán 53' | Árbitro(s): Teixeira Vitienes I | Árbitro(s): Teixeira Vitienes I |

| 16 de diciembre de 2014, 22:00 | F. C. Barcelona                                                                        | 8:1 (5:0) | S. D. Huesca | Camp Nou, Barcelona        |                            |
|                                | - Pedro 21' 26' 44' - Roberto 29' - Iniesta 40' - Adriano 68' - Adama 78' - Sandro 84' | Reporte   | Gaspar 86'   | Árbitro(s): Eduardo Prieto | Árbitro(s): Eduardo Prieto |

| 16 de diciembre de 2014, 22:00 | U. D. Almería                            | 2:1 (0:0) | Real Betis  | Juegos Mediterráneos, Almería |                              |
|                                | - Michel Macedo 58' - Jonathan Zongo 74' | Reporte   | Perquis 78' | Árbitro(s): Velasco Carballo  | Árbitro(s): Velasco Carballo |

| 17 de diciembre de 2014, 20:00 | Levante U. D. | 0:0 (0:0) | Albacete Balompié | Ciutat de València, Valencia            |                                         |
|                                |               | Reporte   |                   | Árbitro(s): Ignacio Iglesias Villanueva | Árbitro(s): Ignacio Iglesias Villanueva |

| 17 de diciembre de 2014, 20:00 | R. C. D. Espanyol | 1:0 (0:0) | D. Alavés | Power8 Stadium, Cornellá y El Prat |                                 |
|                                | Jairo Morilla 65' | Reporte   |           | Árbitro(s): Hernández Hernández    | Árbitro(s): Hernández Hernández |

| 17 de diciembre de 2014, 20:00 | S. D. Eibar                     | 1:2 (0:2) | Getafe C. F.                          | Ipurúa, Éibar                    |                                  |
|                                | Federico Piovaccari 55' (penal) | Reporte   | Carlos Vigaray 23' · Diego Castro 34' | Árbitro(s): Teixeira Vitienes II | Árbitro(s): Teixeira Vitienes II |

| 17 de diciembre de 2014, 22:00 | Córdoba C. F.    | 1:1 (1:0) | Granada C. F. | Nuevo Arcángel, Córdoba       |                               |
|                                | Florin Andone 5' | Reporte   | Mainz 60'     | Árbitro(s): Álvarez Izquierdo | Árbitro(s): Álvarez Izquierdo |

| 17 de diciembre de 2014, 22:00 | Real Sociedad              | 2:0 (1:0) | Real Oviedo | Anoeta, San Sebastián                |                                      |
|                                | Alfred Finnbogason 28' 61' | Reporte   |             | Árbitro(s): Alberto Undiano Mallenco | Árbitro(s): Alberto Undiano Mallenco |

| 17 de diciembre de 2014, 22:00 | Villarreal C. F.                                     | 3:0 (0:0) | Cádiz C. F. | El Madrigal, Villarreal           |                                   |
|                                | Manuel Trigueros 56' (penal) · Gerard Moreno 79' 89' | Reporte   |             | Árbitro(s): Iñaki Vicandi Garrido | Árbitro(s): Iñaki Vicandi Garrido |

| 18 de diciembre de 2014, 20:00 | Atlético de Madrid | 2:2 (1:0) | L'Hospitalet           | Vicente Calderón, Madrid       |                                |
|                                | Mandzukic 19' 73'  | Reporte   | Rubém Carreras 67' 84' | Árbitro(s): Mario Melero López | Árbitro(s): Mario Melero López |

| 18 de diciembre de 2014, 20:00 | Elche     | 1:0 (1:0) | Real Valladolid | Estadio Manuel Martínez Valero, Elche |                                      |
|                                | Adrián 6' | Reporte   |                 | Árbitro(s): Javier Estrada Fernández  | Árbitro(s): Javier Estrada Fernández |

| 18 de diciembre de 2014, 22:00 | Athletic Club     | 1:0 (1:0) | Alcoyano | San Mamés, Bilbao                   |                                     |
|                                | Borja Viguera 38' | Reporte   |          | Árbitro(s): Carlos del Cerro Grande | Árbitro(s): Carlos del Cerro Grande |

| 18 de diciembre de 2014, 22:00 | Málaga                                                       | 4:1 (0:0) | Deportivo          | La Rosaleda, Málaga               |                                   |
|                                | Roque Santa Cruz 51' 68' · Recio 59' · Ignacio Camacho 90+3' | Reporte   | Hélder Postiga 57' | Árbitro(s): Juan Martínez Munuera | Árbitro(s): Juan Martínez Munuera |

## Octavos de final

### Ida
| 6 de enero de 2015, 17:00 | R. C. Celta de Vigo     | 2:4 (1:2) | Athletic Club                                  | Balaídos, Vigo            |                           |
|                           | A. López 11' · Dias 54' | Reporte   | Mikel 5' · Aduriz 15' 87' (pen.) · Susaeta 61' | Árbitro(s): Pérez Montero | Árbitro(s): Pérez Montero |

| 6 de enero de 2015, 19:00 | Málaga C. F.           | 2:0 (1:0) | Levante U. D. | La Rosaleda, Málaga             |                                 |
|                           | Juanpi 16' · Horta 78' | Reporte   |               | Árbitro(s): Hernández Hernández | Árbitro(s): Hernández Hernández |

| 7 de enero de 2015, 20:00 | Villarreal C. F. | 1:0 (0:0) | Real Sociedad | El Madrigal, Villarreal |                         |
|                           | Chéryshev 71'    | Reporte   |               | Árbitro(s): Gil Manzano | Árbitro(s): Gil Manzano |

| 7 de enero de 2015, 21:00 | Atlético de Madrid                   | 2:0 (0:0) | Real Madrid C. F. | Vicente Calderón, Madrid |                        |
|                           | Raúl García 58' (pen.) · Giménez 77' | Reporte   |                   | Árbitro(s): Clos Gómez   | Árbitro(s): Clos Gómez |

| 7 de enero de 2015, 22:00 | Valencia C. F.                | 2:1 (1:0) | R. C. D. Espanyol | Mestalla, Valencia           |                              |
|                           | Gayà 11' · Negredo 86' (pen.) | Reporte   | Stuani 60'        | Árbitro(s): Undiano Mallenco | Árbitro(s): Undiano Mallenco |

| 7 de enero de 2015, 22:00 | U. D. Almería    | 1:1 (0:1) | Getafe C. F.     | Juegos Mediterráneos, Almería |                               |
|                           | Verza 59' (pen.) | Reporte   | Verza 21' (a.g.) | Árbitro(s): González González | Árbitro(s): González González |

| 8 de enero de 2015, 20:00 | Granada C. F. | 1:2 (0:1) | Sevilla F. C.              | Nuevos Los Cármenes, Granada |                         |
|                           | Lass 89'      | Reporte   | Deulofeu 31' · Gameiro 53' | Árbitro(s): Mateu Lahoz      | Árbitro(s): Mateu Lahoz |

| 8 de enero de 2015, 22:00 | F. C. Barcelona                                             | 5:0 (3:0) | Elche C. F. | Camp Nou, Barcelona            |                                |
|                           | Neymar 35' 60' · Suárez 40' · Messi 45+1' (pen.) · Alba 58' | Reporte   |             | Árbitro(s): Fernández Borbalán | Árbitro(s): Fernández Borbalán |

### Vuelta
| 13 de enero de 2015, 20:00 | R. C. D. Espanyol | 2:0 (0:0) | Valencia C. F. | Power8 Stadium, Barcelona       |                                 |
|                            | Caicedo 79' 89'   | Reporte   |                | Árbitro(s): Iglesias Villanueva | Árbitro(s): Iglesias Villanueva |

| 13 de enero de 2015, 22:00 | Levante U. D.                 | 3:2 (0:2) | Málaga C. F.          | Ciutat de Valencia, Valencia  |                               |
|                            | Barral 71' 74' · Juanfran 85' | Reporte   | Horta 22' · Recio 38' | Árbitro(s): González González | Árbitro(s): González González |

| 14 de enero de 2015, 20:00 | Real Sociedad            | 2:2 (1:1) | Villarreal C. F.            | Anoeta, San Sebastián        |                              |
|                            | Vela 45+1' · Granero 74' | Reporte   | Moreno 27' · dos Santos 73' | Árbitro(s): Velasco Carballo | Árbitro(s): Velasco Carballo |

| 14 de enero de 2015, 20:00 | Athletic Club | 0:2 (0:0) | R. C. Celta de Vigo               | San Mamés, Bilbao            |                              |
|                            |               | Reporte   | Etxeita 50' (a.g.) · Orellana 61' | Árbitro(s): Martínez Munuera | Árbitro(s): Martínez Munuera |

| 14 de enero de 2015, 20:00 | Getafe C. F. | 1:0 (0:0) | U. D. Almería | Coliseum Alfonso Pérez, Getafe |                               |
|                            | Vázquez 76'  | Reporte   |               | Árbitro(s): Álvarez Izquierdo  | Árbitro(s): Álvarez Izquierdo |

| 14 de enero de 2015, 22:00 | Sevilla F. C.                               | 4:0 (2:0) | Granada C. F. | Ramón Sánchez-Pizjuán, Sevilla |                        |
|                            | Gameiro 18' 55' · Aspas 27' · D. Suárez 64' | Reporte   |               | Árbitro(s): Clos Gómez         | Árbitro(s): Clos Gómez |

| 15 de enero de 2015, 20:00 | Real Madrid C. F.          | 2:2 (1:1) | Atlético de Madrid | Santiago Bernabéu, Madrid |                         |
|                            | Ramos 20' · C. Ronaldo 54' | Reporte   | Torres 1' 46'      | Árbitro(s): Mateu Lahoz   | Árbitro(s): Mateu Lahoz |

| 15 de enero de 2015, 22:00 | Elche C. F. | 0:4 (0:3) | F. C. Barcelona                                           | Manuel Martínez Valero, Elche |                         |
|                            |             | Reporte   | Mathieu 20' · Sergi Roberto 40' · Pedro 43' · Adriano 90' | Árbitro(s): Jaime Latre       | Árbitro(s): Jaime Latre |

## Cuartos de final

### Ida
| 21 de enero de 2015, 20:00 | Villarreal C. F. | 1:0 (0:0) | Getafe C. F. | El Madrigal, Villarreal         |                                 |
|                            | Soriano 85'      | Reporte   |              | Árbitro(s): Hernández Hernández | Árbitro(s): Hernández Hernández |

| 21 de enero de 2015, 22:00 | Málaga C. F. | 0:0 (0:0) | Athletic Club | La Rosaleda, Málaga         |                             |
|                            |              | Reporte   |               | Árbitro(s): Prieto Iglesias | Árbitro(s): Prieto Iglesias |

| 21 de enero de 2015, 22:00 | F. C. Barcelona | 1:0 (0:0) | Atlético de Madrid | Camp Nou, Barcelona           |                               |
|                            | Messi 85'       | Reporte   |                    | Árbitro(s): González González | Árbitro(s): González González |

| 22 de enero de 2015, 22:00 | R. C. D. Espanyol                             | 3:1 (1:0) | Sevilla F. C. | Power8 Stadium, Barcelona |                         |
|                            | Caicedo 18' - Sergio García 73' - Vázquez 80' | Reporte   | Bacca 89'     | Árbitro(s): Gil Manzano   | Árbitro(s): Gil Manzano |

### Vuelta
| 28 de enero de 2015, 21:00 | Atlético de Madrid                 | 2:3 (2:3) | F. C. Barcelona                    | Vicente Calderón, Madrid |                         |
|                            | Torres 1' · Raúl García 30' (pen.) | Reporte   | Neymar 9' 41' · Miranda 38' (a.g.) | Árbitro(s): Gil Manzano  | Árbitro(s): Gil Manzano |

| 29 de enero de 2015, 20:00 | Getafe C. F. | 0:1 (0:0) | Villarreal C. F. | Coliseum Alfonso Pérez, Getafe |                               |
|                            |              | Reporte   | Moreno 83'       | Árbitro(s): Teixeria Vitienes  | Árbitro(s): Teixeria Vitienes |

| 29 de enero de 2015, 22:00 | Athletic Club | 1:0 (0:0) | Málaga C. F. | San Mamés, Bilbao            |                              |
|                            | Aduriz 48'    | Reporte   |              | Árbitro(s): Velasco Carballo | Árbitro(s): Velasco Carballo |

| 29 de enero de 2015, 22:00 | Sevilla F. C. | 1:0 (0:0) | R. C. D. Espanyol | Ramón Sánchez-Pizjuán, Sevilla |                              |
|                            | Diogo 88'     | Reporte   |                   | Árbitro(s): Martínez Munuera   | Árbitro(s): Martínez Munuera |

## Semifinales

### Ida
| 11 de febrero de 2015, 20:00 | F. C. Barcelona                     | 3:1 (1:0) | Villarreal C. F. | Camp Nou, Barcelona             |                                 |
|                              | Messi 41' · Iniesta 49' · Piqué 65' | Reporte   | Trigueros 48'    | Árbitro(s): Hernández Hernández | Árbitro(s): Hernández Hernández |

| 11 de febrero de 2015, 22:00 | Athletic Club | 1:1 (1:1) | R. C. D. Espanyol | San Mamés, Bilbao            |                              |
|                              | Aduriz 10'    | Reporte   | Víctor 34'        | Árbitro(s): del Cerro Grande | Árbitro(s): del Cerro Grande |

### Vuelta
| 4 de marzo de 2015, 20:00 | Villarreal C. F. | 1:3 (1:1) | F. C. Barcelona            | El Madrigal, Villarreal        |                                |
|                           | dos Santos 39'   | Reporte   | Neymar 3' 88' · Suárez 73' | Árbitro(s): Fernández Borbalán | Árbitro(s): Fernández Borbalán |

| 4 de marzo de 2015, 22:00 | R. C. D. Espanyol | 0:2 (0:2) | Athletic Club            | Power8 Stadium, Barcelona    |                              |
|                           |                   | Reporte   | Aduriz 13' · Etxeita 42' | Árbitro(s): Martínez Munuera | Árbitro(s): Martínez Munuera |

## Final
La final de la Copa del Rey 2014-15 tuvo lugar el día 30 de mayo de 2015 en el Camp Nou (Barcelona) a las 21:30. El Athletic Club actuó de local al ser el club vasco más antiguo que el catalán.
| 13         | POR        | Iago Herrerín    |     |
| 12         | DEF        | Unai Bustinza    |     |
| 16         | DEF        | Xabier Etxeita   |     |
| 4          | DEF        | Aymeric Laporte  |     |
| 24         | DEF        | Mikel Balenziaga |     |
| 6          | MED        | Mikel San José   |     |
| 7          | MED        | Beñat Etxebarria | 75' |
| 15         | MED        | Andoni Iraola    | 58' |
| 17         | MED        | Mikel Rico       | 74' |
| 30         | DEL        | Iñaki Williams   |     |
| 20         | DEL        | Aritz Aduriz     |     |
| Entrenador | Entrenador | Ernesto Valverde |     |

| 1          | POR        | Marc-André ter Stegen |     |
| 22         | DEF        | Dani Alves            |     |
| 3          | DEF        | Gerard Piqué          |     |
| 14         | DEF        | Javier Mascherano     |     |
| 18         | DEF        | Jordi Alba            | 77' |
| 4          | MED        | Ivan Rakitić          |     |
| 5          | MED        | Sergio Busquets       |     |
| 8          | MED        | Andrés Iniesta        | 56' |
| 10         | DEL        | Lionel Messi          |     |
| 9          | DEL        | Luis Suárez           | 78' |
| 11         | DEL        | Neymar                |     |
| Entrenador | Entrenador | Luis Enrique          |     |

| 14 | MED | Markel Susaeta  | 58' |
| 8  | MED | Ander Iturraspe | 74' |
| 11 | DEL | Ibai Gómez      | 75' |

| 6  | MED | Xavi Hernández  | 56' |
| 24 | DEF | Jérémy Mathieu  | 77' |
| 7  | DEL | Pedro Rodríguez | 78' |

| Anotado | 80' | Iñaki Williams | 1-3 |

| Anotado | 20' | Lionel Messi | 0-1 |
| Anotado | 37' | Neymar       | 0-2 |
| Anotado | 74' | Lionel Messi | 0-3 |

| Amonestado | 42' | Andoni Iraola    |
| Amonestado | 57' | Mikel Balenziaga |
| Amonestado | 66' | Iñaki Williams   |
| Amonestado | 87' | Aritz Aduriz     |

| Amonestado | 41' | Gerard Piqué    |
| Amonestado | 88' | Neymar          |
| Amonestado | 90' | Sergio Busquets |

| Árbitro                                                      | Carlos Velasco Carballo   |
| Árbitros asistentes                                          | Roberto Alonso Fernández  |
| Árbitros asistentes                                          | Juan Carlos Yuste Jiménez |
| Cuarto árbitro                                               | Carlos del Cerro Grande   |
| Reporte Archivado el 10 de julio de 2018 en Wayback Machine. |                           |

| 13         | POR        | Iago Herrerín    |     |
| 12         | DEF        | Unai Bustinza    |     |
| 16         | DEF        | Xabier Etxeita   |     |
| 4          | DEF        | Aymeric Laporte  |     |
| 24         | DEF        | Mikel Balenziaga |     |
| 6          | MED        | Mikel San José   |     |
| 7          | MED        | Beñat Etxebarria | 75' |
| 15         | MED        | Andoni Iraola    | 58' |
| 17         | MED        | Mikel Rico       | 74' |
| 30         | DEL        | Iñaki Williams   |     |
| 20         | DEL        | Aritz Aduriz     |     |
| Entrenador | Entrenador | Ernesto Valverde |     |

| 1          | POR        | Marc-André ter Stegen |     |
| 22         | DEF        | Dani Alves            |     |
| 3          | DEF        | Gerard Piqué          |     |
| 14         | DEF        | Javier Mascherano     |     |
| 18         | DEF        | Jordi Alba            | 77' |
| 4          | MED        | Ivan Rakitić          |     |
| 5          | MED        | Sergio Busquets       |     |
| 8          | MED        | Andrés Iniesta        | 56' |
| 10         | DEL        | Lionel Messi          |     |
| 9          | DEL        | Luis Suárez           | 78' |
| 11         | DEL        | Neymar                |     |
| Entrenador | Entrenador | Luis Enrique          |     |

| 14 | MED | Markel Susaeta  | 58' |
| 8  | MED | Ander Iturraspe | 74' |
| 11 | DEL | Ibai Gómez      | 75' |

| 6  | MED | Xavi Hernández  | 56' |
| 24 | DEF | Jérémy Mathieu  | 77' |
| 7  | DEL | Pedro Rodríguez | 78' |

| Anotado | 80' | Iñaki Williams | 1-3 |

| Anotado | 20' | Lionel Messi | 0-1 |
| Anotado | 37' | Neymar       | 0-2 |
| Anotado | 74' | Lionel Messi | 0-3 |

| Amonestado | 42' | Andoni Iraola    |
| Amonestado | 57' | Mikel Balenziaga |
| Amonestado | 66' | Iñaki Williams   |
| Amonestado | 87' | Aritz Aduriz     |

| Amonestado | 41' | Gerard Piqué    |
| Amonestado | 88' | Neymar          |
| Amonestado | 90' | Sergio Busquets |

| Árbitro                                                      | Carlos Velasco Carballo   |
| Árbitros asistentes                                          | Roberto Alonso Fernández  |
| Árbitros asistentes                                          | Juan Carlos Yuste Jiménez |
| Cuarto árbitro                                               | Carlos del Cerro Grande   |
| Reporte Archivado el 10 de julio de 2018 en Wayback Machine. |                           |

|                     |
| Bandera de Cataluña |
| Campeón             |
| F. C. Barcelona     |
| 27.º título         |

## Máximos goleadores
- Datos según: fichajes.com

| #    | Jugador          | Equipo                | Goles | PJ | Media | Penal | Min. | Min./Goles |
| ---- | ---------------- | --------------------- | ----- | -- | ----- | ----- | ---- | ---------- |
| 1.º  | Iago Aspas       | Sevilla F. C.         | 7     | 5  | 1.4   | 1     | 310  | 44.29      |
|      | Neymar           | F. C. Barcelona       | 7     | 5  | 1.4   | 0     | 414  | 69         |
| 3.º  | Pedro            | F. C. Barcelona       | 5     | 5  | 1     | 1     | 261  | 52.2       |
| 4.º  | Kevin Gameiro    | Sevilla F. C.         | 5     | 6  | 0.83  | 1     | 448  | 89.6       |
| 5.º  | Gerard Moreno    | Villarreal C. F.      | 5     | 6  | 1.2   | 0     | 519  | 103.8      |
| 6.º  | Lionel Messi     | F. C. Barcelona       | 5     | 5  | 0.6   | 1     | 450  | 150        |
| 7.º  | Urko Vera        | C. D. Mirandés        | 3     | 2  | 1.5   | 0     | 170  | 56.67      |
| 8.º  | Paco Alcácer     | Valencia C. F.        | 3     | 4  | 1.33  | 0     | 229  | 76.33      |
| 9.º  | Christian Stuani | R. C. D. Espanyol     | 3     | 4  | 1.33  | 0     | 356  | 118.67     |
| 10.º | Rubén Alcaraz    | CE L'Hospitalet       | 3     | 4  | 1.33  | 0     | 360  | 120        |
| 11.º | Felipe Caicedo   | R. C. D. Espanyol     | 3     | 2  | 1.5   | 0     | 75   | 7          |
| 12.º | Etxabe           | Barakaldo C. F.       | 2     | 1  | 2     | 0     | 65   | 32.5       |
| 13.º | David Barral     | Levante U. D.         | 2     | 3  | 1.5   | 0     | 68   | 34         |
| 14.º | Roque Santa Cruz | Málaga C. F.          | 2     | 1  | 2     | 0     | 74   | 37         |
| 15.º | Mario Mandžukić  | Atlético de Madrid    | 2     | 2  | 1     | 0     | 100  | 50         |
| 16.º | Fernando Torres  | Atlético de Madrid    | 2     | 2  | 1     | 0     | 117  | 58.5       |
| 17.º | Adrián Dalmau    | Racing Club de Ferrol | 2     | 2  | 1     | 0     | 125  | 62.5       |
| 18.º | Andrés Iniesta   | F. C. Barcelona       | 3     | 3  | 1     | 0     | 136  | 68         |
| 19.º | Thiaguinho       | Racing Club de Ferrol | 2     | 2  | 1     | 0     | 147  | 73.5       |
| 20.º | Borja Viguera    | Athletic Club         | 2     | 3  | 0.67  | 0     | 170  | 85         |
| 21.º | Ignacio Camacho  | Málaga C. F.          | 2     | 2  | 1     | 0     | 180  | 90         |